# Plectrude

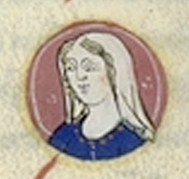
Plectrude

Plectrude, eller Plectrudis, död 717 i Köln, var en politiskt aktiv frankiska, gift med Austrasiens och Neustriens de facto regent, major domus Pippin av Herstal. Hon var regent i Neustrien som förmyndare för sin omyndige sonson Theudoald åren 714–715.

## Biografi
Plectrude var dotter till Hugobert, som hade ett ämbete vid Klodvig IV:s hov, och Irmina av Oeren. Plectrude var medlem i en adelsfamilj med ägor i det frankiska kungadömet Austrasien kring Köln. Det är möjligt, men inte bekräftat, att hennes familj också var besläktad med kungahuset. 

### Äktenskap
Hon gifte sig med Pippin av Herstal, som var Austrasiens major domus (hovmästare) och verkliga härskare: datumet för vigseln är inte känt, men med take på den äldste sonens ålder bör det ha skett i början av 670-talet. Äktenskapet fungerade som en allians, där Pippin skaffade sig en maktbas för sin ambition att kontrollera hela det frankiska riket med stöd från hennes mäktiga familj. Han fick sedan kontrollen över även Neustrien, det andra av de två största frankiska rikena.
Plectrudis var öppet politiskt aktiv; hon signerade gemensamt med Pippin de av hans rättsdokument som finns bevarade, och kan förmodas ha deltagit även i skrivandet av dokumenten. Detta är de enda dokument där en frankisk kvinna formellt och öppet deltog i makens hantering av egendom. Hennes främsta prov på politisk handling under Pippins liv anses vara hans gynnande av Willibrord, som mottog starkt stöd av paret och många förläningar jord.

### Regent
År 714 mördades hennes äldste son Grimoald strax före Pippins död samma år. Hennes sonson Theudoald, som var omyndig, fick titeln major domus i Neustrien, medan en annan sonson, Drogo, fick samma ställning i Austrasien. Plectrudis antog då ställningen som regent som förmyndare i Neustrien för sin omyndiga sonson Theudoald. För att säkra sin ställning lät hon fängsla sin före detta styvson Karl Martell. Martell var Plectrudes styvson och Pippins son med en okänd kvinna vid namn Alpaida: han har senare kallats utomäktenskaplig, eftersom han var yngre än Plectrudes söner och alltså måste ha fötts medan Pippin var gift med Plectrude, men under samtiden var det vanligt med polygami bland frankiska stormän, och samtiden borde alltså ha sett honom som legitim.
Adeln i Neustrien skapade då en allians med Radbod av Friesland, och den 26 september 715 led Plectrudis nederlag i Slaget vid Compiègne. Hon flydde till Köln, där hon hade stöd från sin familj och förvarade Pippins kassa. Under tiden lyckades Karl Martell rymma från fängelset, och i april 716 besegrade han Neustrien i Slaget vid Amblève nära Liège. Plectrudis slöt därefter fred med honom, avstod från sin maktställning och överlämnade Pippins kassa. Hon drog sig därefter tillbaka till ett kloster i en kyrka hon hade grundat, Sankta Maria im Kapitol i Köln.